# Енехметь
Енехме́ть (рос. Энехметь, чув. Энехмет) — присілок у складі Аліковського району Чувашії, Росія. Входить до складу Чувасько-Сорминського сільського поселення.
Населення — 17 осіб (2010; 23 у 2002).
Національний склад:
- чуваші — 100 %